# Jobriath
Jobriath (настоящее имя Брюс Уэйн Кэмпбелл (англ. Bruce Wayne Campbell), 14 декабря 1946 — 3 августа 1983)  — американский фолк- и глэм-рок-музыкант и актёр. В середине 60-х, сбежав из армии, сменил имя на Jobriath Salisbury и переехал в Лос-Анджелес. В 1969 году основал фолк-рок-группу Pidgeon, которая выпустила один сингл, «Rubber Bricks», и одноимённый альбом на лейбле Decca Records, и распалась.

## Дебютный альбом Jobriath
В середине декабря 1972 года Джерри Брандт, бывший менеджер Карли Саймон, услышал демозапись Jobriath, которую поставил Клайв Дэвис из CBS Records. Джерри отыскал Jobriath в Калифорнии, где тот снимал квартиру без мебели и зарабатывал, оказывая сексуальные услуги за деньги. Отношения, которые сложились у Джерри Брандта и Jobriath, были не только творческими, но и романтическими, и они не скрывали этого. Jobriath (теперь Jobriath Boone) подписал контракт с лейблом Elektra Records за $500,000, якобы самый прибыльный контракт на запись для своего времени. Дебютный альбом «Jobriath» был выпущен в 1973 году, получив в основном положительные отзывы, чему способствовала огромная рекламная кампания.

## Второй альбом
Через шесть месяцев после выпуска дебютного альбома был выпущен второй альбом, «Creatures of the Street», в записи которого снова принимал участие Питер Фрэмптон, а также Джон Пол Джонс из Led Zeppelin. Creatures of the Street был выпущен без рекламной кампании и был провальным в коммерческом плане. В ходе турне по США состоялись записи на местных студиях для прогнозируемого третьего альбома, и хотя от Jobriath отказались и менеджер Джерри Брандт, и лейбл Elektra Records, турне всё же было завершено.

## Завершение карьеры и смерть
В январе 1975 года Jobriath объявил о своем уходе из музыкальной индустрии. Он пытался возобновить актёрскую карьеру, пел в ресторане под названием Ковент Гарденс, а также в клубах и кабаре, дополняя свой доход редкими занятиями проституцией. К началу 80-х, когда его 10-летний контракт с Джерри Брандтом был завершён, Jobriath уже был болен СПИДом. Он начал чувствовать себя плохо уже в конце 1981 года, но всё-таки внёс свой вклад в празднование 100-летия Chelsea Hotel в ноябре 1982 года. 3 августа 1983 года, через неделю после окончания его 10-летнего контракта с Джерри Брандтом, Jobriath умер, став одним из первых музыкантов — жертв этого заболевания. Его тело было обнаружено лишь через неделю после смерти.